# Ruellia pilosa
Ruellia pilosa là một loài thực vật có hoa trong họ Ô rô. Loài này được (Nees) Pav. ex Nees miêu tả khoa học đầu tiên năm 1882.